# 克里斯托弗·诺兰作品列表

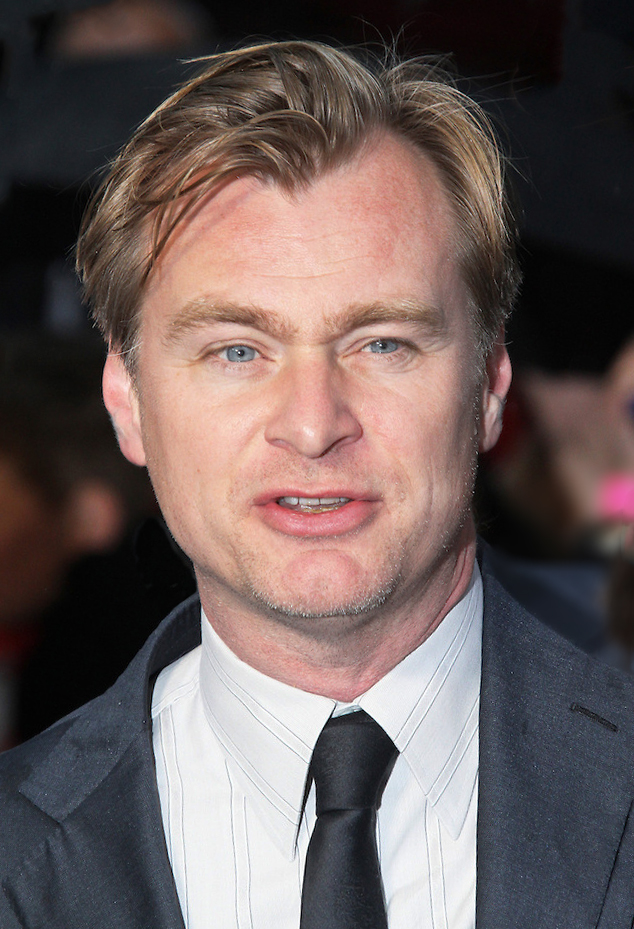
2013年《超人：鋼鐵英雄》首映仪式上的诺兰。

克里斯托弗·诺兰是一位英国男导演、编剧及监制。他的导演生涯处女作是预算只有6000美元的新黑色犯罪惊悚片（1998年）。这部电影用非线性叙事的手法讲述了一个年轻作家与黑社会犯罪纠缠在一起的故事。2000年，他导演了由盖·皮尔斯主演的惊悚片《凶心人》，讲述了一个患有顺行性遗忘症的男人寻找杀死自己妻子的凶手的故事。这部电影是他第一次与摄影师禾利·費斯達合作。这部电影和他的处女作一样也使用了非线性的叙事结构，是他的突破之作，也受到了评论家的好评，并取得了令人惊讶的商业成功。凭借这部电影，诺兰获得了他的第一个美国导演工会奖电影类最佳导演奖提名。他同时参与了编剧，也获得了奥斯卡最佳原创剧本奖的提名。他下一部导演的作品是神秘惊悚題材的翻拍片《白夜追兇》（2002年），由艾尔·帕西诺、羅賓·威廉斯和希拉里·斯旺克主演。这是他的第一部与华纳兄弟合作的电影，也获得了巨大的商业成功。
2005年，诺兰导演华纳兄弟的超级英雄电影《蝙蝠俠：開戰時刻》，由克里斯汀·貝爾主演，讲述了蝙蝠侠的起源。2006年，他导演的心理惊悚片《頂尖對決》中，克里斯汀·貝爾和休·傑克曼扮演了两位互相竞争的19世纪舞台魔术师。他的下一部电影是《蝙蝠俠：開戰時刻》的续集《蝙蝠侠：黑暗骑士》，在这部电影中，贝尔再次扮演蝙蝠侠，对抗希斯·萊傑扮演的反派小丑。这部电影的全球票房超过10亿美元，是2008年的票房冠军。该片获得了8项第81屆奧斯卡金像獎提名，诺兰第二次获得美国导演工会奖提名。2010年，诺兰执导了动作电影《盗梦空间》，该片由莱昂纳多·迪卡普里奥主演，迪卡普里奥在片中饰演一位小偷，带领一个团队进入人的潜意识窃取信息。这部电影获得了奥斯卡金像奖、英国电影学院奖和金球奖的最佳影片提名，诺兰第三次获得美国导演工会奖提名。
2012年，他执导了《蝙蝠侠：黑暗骑士》的续集《蝙蝠侠：黑暗骑士崛起》，该片全球总票房超过10亿美元。2013年，他監製了查克·史奈德的超级英雄电影《超人：钢铁之躯》。2014年，他导演了由马修·麦康纳、安妮·海瑟薇和杰西卡·查斯坦主演的科幻电影《星际穿越》，该片获得了土星獎最佳科幻電影奖。2017年，诺兰执导了战争电影《敦克爾克大行動》，凭借该片他首次获得奥斯卡最佳导演奖提名。2020年，他执导的间谍电影《TENET天能》上映。

## 电影
| 年份 | 片名                                              | 职责 | 职责       | 职责 | 职责 | 备注                                            | 来源          |
| 年份 | 片名                                              | 导演 | 制作人     | 编剧 | 其他 | 备注                                            | 来源          |
| ---- | ------------------------------------------------- | ---- | ---------- | ---- | ---- | ----------------------------------------------- | ------------- |
| 1989 | 《塔兰塔拉舞》（Tarantella）                      | 是   | 是         | 是   | 否   | 未上映的短片                                    | [ 26 ] [ 27 ] |
| 1996 | 《偷窃罪》（Larceny）                             | 是   | 是         | 是   | 否   | 未上映的短片                                    | [ 26 ] [ 27 ] |
| 1997 | 《Fearville》                                     | 否   | 否         | 否   | 是   | 摄影师                                          | [ 26 ]        |
| 1997 | 《》                                              | 是   | 是         | 是   | 是   | 后期编辑、摄影师 短片                           | [ 26 ]        |
| 1998 | 《》                                              | 是   | 是         | 是   | 是   | 后期编辑、摄影师                                | [ 26 ]        |
| 1999 | 《成吉思汗蓝调》（Genghis Blues）                 | 否   | 否         | 否   | 是   | 助理编辑                                        | [ 26 ] [ 28 ] |
| 2000 | 《凶心人》                                        | 是   | 否         | 是   | 否   |                                                 | [ 26 ] [ 27 ] |
| 2002 | 《白夜追兇》                                      | 是   | 否         | 否   | 否   |                                                 | [ 26 ] [ 27 ] |
| 2005 | 《蝙蝠俠：開戰時刻》                              | 是   | 否         | 是   | 否   | 与大衛·S·高耶一起编剧                           | [ 26 ] [ 27 ] |
| 2006 | 《頂尖對決》                                      | 是   | 是         | 是   | 否   | 与乔纳森·诺兰一起编剧                           | [ 26 ] [ 27 ] |
| 2008 | 《蝙蝠侠：黑暗骑士》                              | 是   | 是         | 是   | 否   | 与大衛·S·高耶一起创作故事 与乔纳森·诺兰一起编剧 | [ 26 ] [ 27 ] |
| 2010 | 《全面啟動》                                      | 是   | 是         | 是   | 否   |                                                 | [ 26 ] [ 27 ] |
| 2012 | 《黑暗騎士：黎明昇起》                            | 是   | 是         | 是   | 否   | 与大衛·S·高耶一起创作故事 与乔纳森·诺兰一起编剧 | [ 26 ] [ 27 ] |
| 2013 | 《超人：鋼鐵英雄》                                | 否   | 是         | 剧情 | 否   | 与大衛·S·高耶一起创作故事                       | [ 26 ] [ 29 ] |
| 2014 | 《全面進化》                                      | 否   | 执行制作人 | 否   | 否   |                                                 | [ 26 ] [ 27 ] |
| 2014 | 《星际穿越》                                      | 是   | 是         | 是   | 否   | 与乔纳森·诺兰一起编剧                           | [ 26 ] [ 27 ] |
| 2015 | 《Emic: A Time Capsule From the People of Earth》 | 否   | 否         | 否   | 是   | 策展人 短纪录片                                 | [ 30 ]        |
| 2015 | 《》                                              | 是   | 是         | 否   | 是   | 后期编辑、摄影师、作曲 短纪录片                 | [ 26 ]        |
| 2016 | 《蝙蝠俠對超人：正義曙光》                        | 否   | 执行制作人 | 否   | 否   |                                                 | [ 26 ] [ 27 ] |
| 2017 | 《敦克爾克大行動》                                | 是   | 是         | 是   | 否   |                                                 | [ 26 ] [ 27 ] |
| 2017 | 《正義聯盟》                                      | 否   | 执行制作人 | 否   | 否   |                                                 | [ 26 ] [ 27 ] |
| 2019 | 《人偶的呼吸》（The Doll's Breath）               | 否   | 执行制作人 | 否   | 否   | 动画短片                                        | [ 31 ]        |
| 2020 | 《TENET天能》                                     | 是   | 是         | 是   | 否   |                                                 | [ 10 ] [ 32 ] |
| 2021 | 《查克·史奈德之正義聯盟》                         | 否   | 执行制作人 | 否   | 否   | 《正义联盟》的导演剪辑版                        | [ 33 ]        |
| 2023 | 《奧本海默》                                      | 是   | 是         | 是   | 否   |                                                 | [ 34 ]        |
| 2026 | 《奧德賽》                                        | 是   | 是         | 是   | 否   |                                                 | [ 35 ]        |

## 纪录片
| 年份 | 片名                                                                    | 来源          |
| ---- | ----------------------------------------------------------------------- | ------------- |
| 2011 | 《神奇的影像》                                                          | [ 27 ]        |
| 2012 | 《阴阳相成》                                                            | [ 26 ] [ 27 ] |
| 2016 | 《电影的未来》（Cinema Futures）                                        | [ 36 ]        |
| 2018 | 《詹姆斯·卡梅隆的科幻故事》（James Cameron's Story of Science Fiction） | [ 37 ]        |
| 2019 | 《制作音效：电影声音的艺术》                                            | [ 38 ]        |